# Andrei Mostovoy
Andrei Andreyevich Mostovoy (tiếng Nga: Андрей Андреевич Мостовой; sinh ngày 5 tháng 11 năm 1997) là một cầu thủ bóng đá người Nga đang thi đấu cho câu lạc bộ Zenit Saint Petersburg và đội tuyển quốc gia Nga.

## Sự nghiệp câu lạc bộ
Anh có màn ra mắt tại Giải bóng đá chuyên nghiệp quốc gia Nga cho FSK Dolgoprudny ngày 10 tháng 4 năm 2016 trong trận đấu với FC Znamya Truda Orekhovo-Zuyevo và ghi một bàn thắng on his debut in his team's 2-0 victory.

## Sự nghiệp quốc tế
Andrei Mostovoy có lần đầu tiên được gọi lên đội tuyển quốc gia Nga để chuẩn bị cho hai trận đấu tại UEFA Nations League gặp Serbia và Hungary vào tháng 9 năm 2020.
Anh có màn ra mắt đội tuyển trong trận giao hữu gặp Thuỵ Điển vào ngày 8 tháng 10 năm 2020.

## Thống kê sự nghiệp

### Quốc tế
| Đội tuyển quốc gia | Năm       | Số trận | Bàn thắng |
| ------------------ | --------- | ------- | --------- |
| Nga                | 2020      | 5       | 0         |
| Nga                | 2021      | 5       | 1         |
| Nga                | 2022      | 3       | 0         |
| Nga                | 2023      | 1       | 1         |
| Tổng cộng          | Tổng cộng | 14      | 2         |

#### Bàn thắng quốc tế
Bàn thắng và kết quả của Nga được để trước.
| #  | Ngày                 | Địa điểm                                       | Đối thủ | Bàn thắng | Kết quả | Giải đấu                      |
| -- | -------------------- | ---------------------------------------------- | ------- | --------- | ------- | ----------------------------- |
| 1. | 11 tháng 11 năm 2021 | Sân vận động Krestovsky, Saint Petersburg, Nga | Síp     | 3–0       | 6–0     | Vòng loại FIFA World Cup 2022 |
| 2. | 20 tháng 11 năm 2023 | Volgograd Arena, Volgograd, Nga                | Cuba    | 8–0       | 8–0     | Giao hữu                      |

## Danh hiệu
Zenit Saint Petersburg
- Russian Super Cup: 2020